# Daly City
Daly City je město v okrese San Mateo County ve státě Kalifornie ve Spojených státech amerických. Na severu město sousedí se San Franciscem. Je 75. nejlidnatějším městem v Kalifornii a 333. nejlidnatějším městem v USA.
K roku 2010 zde žilo 101 123 obyvatel. S celkovou rozlohou 19,849 km² byla hustota zalidnění 5100 obyvatel na km². Město bylo pojmenováno po Johnu Donaldovi Dalymu.